# 도병마사
도병마사(都兵馬使)는 고려 때 3성과 중추원의 고관들이 함께 모여 국가의 중대사를 회의로 결정짓던 임시 기관이다. 도당(都堂)이라고도 하였다. 989년(성종 8년)에 창설된 병마사를 개칭한 것으로 그 활동은 992년(성종 11년) 요나라 침입 때 활발하였다. 그 후 몽골의 지배를 받게 되자 도평의사사(都評議使司)로 개칭하고 상설 기관화되었다. 도병마사는 본래 국방에 관한 것을 주로 다루었으나, 뒤에 점차로 국정 일반에 관한 합좌기관이 되었던 것이다. 이러한 합좌기관의 존재는 고려 귀족 정치의 특징을 잘 나타내 주는 것이다.

## 관직명 도병마사
고려 현종대와 문종대가 반영된 연구 성과로 고려 시대 전반기에 도병마사가 국방 문제를 총괄하는 회의체였다는 점에는 학계에서 큰 이견이 없다. 병마판사의 실재를 의심하는 이견도 있으나 대체로 관직명인 도병마사(都兵馬使)는 성종 8년에 설치된 병마판사직에서 시작 되었다고 여겨지며, 기능과 지위가 유사한 도병마사라는 기구와 병마판사라는 관직이 고려 시대에 공존하기도 한다.

## 같이 보기
- 고려의 중앙 관제
- 도평의사사
- 고려군
- 대한민국 합동참모본부

## 참고 자료
- 이 문서에는 다음커뮤니케이션(현 카카오)에서 GFDL 또는 CC-SA 라이선스로 배포한 글로벌 세계대백과사전의 내용을 기초로 작성된 글이 포함되어 있습니다.